# 上分村
上分村（かみぶんむら）は、高知県高岡郡にあった村。現在の須崎市上分甲・上分乙・上分丙にあたる。

## 地理
- 河川：新荘川、依包川

## 歴史
- 1889年（明治22年）4月1日 - 町村制の施行により、近世以来の上分村が単独で自治体を形成。
- 1954年（昭和29年）10月1日 - 須崎町・多ノ郷村・浦ノ内村・吾桑村と合併して須崎市が発足。同日上分村廃止。